# 1994 en science
| Années de la science : 1991 - 1992 - 1993 - 1994 - 1995 - 1996 - 1997    |
| Décennies de la science : 1960 - 1970 - 1980 - 1990 - 2000 - 2010 - 2020 |

Cet article présente les faits marquants de l'année 1994 en science.

## Évènements
- 23 mars : découverte de restes de Néandertaliens dans la grotte d'El Sidrón en Espagne[1].

- 16 juillet - 22 juillet : collision de la comète Shoemaker-Levy 9 avec Jupiter[2].

- 13 septembre : après quatre ans dans l'espace pendant lesquels elle est passée près de Jupiter, dont l'assistance gravitationnelle lui permet de sortir du plan de l'écliptique, la sonde Ulysses passe à l'aplomb des régions du pôle sud du Soleil, puis le 31 juillet 1995 à l'aplomb des régions du pôle nord avant de s'éloigner vers Jupiter.

- 30 septembre : inauguration de l'European Synchrotron Radiation Facility à Grenoble[3].

- 25 octobre : Andrew Wiles démontre le dernier théorème de Fermat[4].

- 9 novembre : découverte du Darmstadtium (Ds), élément chimique de numéro atomique 110, au GSI de Darmstadt en Allemagne[5].
- 8 décembre : découverte du Roentgenium (Rg), élément chimique de numéro atomique 111, au GSI de Darmstadt en Allemagne[6], annoncé le 20 décembre[5].

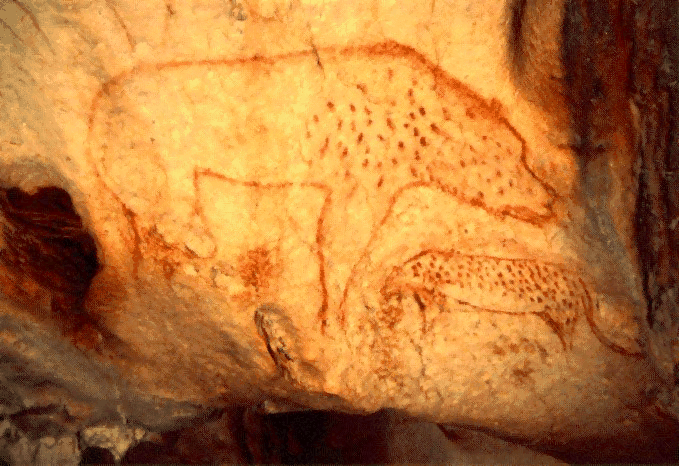
Hyène (ou ours tacheté ?) et panthère dans la galerie des mains, grotte Chauvet.

- 18 décembre : découverte de la grotte Chauvet en Ardèche par Jean-Marie Chauvet, Eiette Brunel et Christian Hillaire[7].

## Publications
- Luigi Luca Cavalli-Sforza, P. Menozzi et A. Piazza. The History and Geography of Human Genes. Princeton University Press, Princeton, 1994,  (ISBN 978-0-691-02905-4)
- Jean-Pierre Changeux : Raison et plaisir. Éditions Odile Jacob, Paris
- Antonio Damasio : Descartes' Error: Emotion, Reason, and the Human Brain, 1994 (L'Erreur de Descartes : la raison des émotions, Éditions Odile Jacob, Paris, 1995, 368 p.  (ISBN 978-2-7381-0303-1).
- Karl Popper : All life is Problem Solving, 1994,  (ISBN 978-0-415-24992-8) (Toute vie est résolution de problèmes, 2 tomes, (1997).)
- Karl Popper : The Myth of the Framework: In Defence of Science and Rationality, (Édité par Mark Amadeus Notturno) 1994,  (ISBN 978-0-415-13555-9)
- Karl Popper : Knowledge and the Mind-Body Problem: In Defence of Interaction, (Édité par Mark Amadeus Notturno) 1994  (ISBN 978-0-415-11504-9)

## Prix
- Prix Nobel

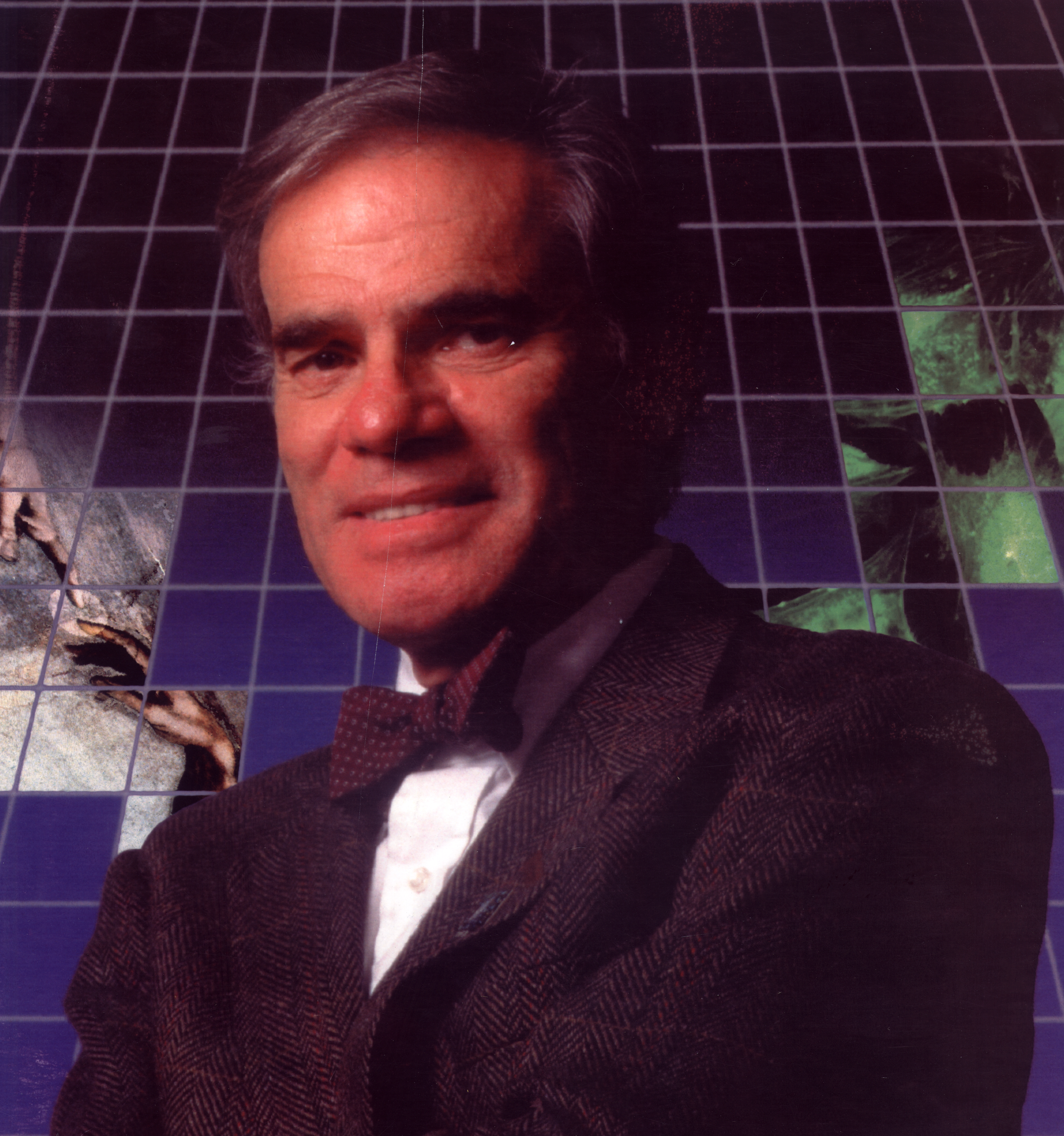
Martin Rodbell

  - Prix Nobel de physiologie ou médecine : Alfred G. Gilman, Martin Rodbell (Américains)
  - Prix Nobel de physique : Bertram Brockhouse, Clifford Shull
  - Prix Nobel de chimie : George A. Olah (américain né en Hongrie)

- Prix Lasker
  - Prix Albert-Lasker pour la recherche médicale fondamentale : Stanley Prusiner
  - Prix Albert-Lasker pour la recherche médicale clinique : John Allen Clements (en)

- Médailles de la Royal Society
  - Médaille Copley : Frederick Charles Frank
  - Médaille Darwin : Peter Anthony Lawrence
  - Médaille Davy : John Meurig Thomas (en)
  - Médaille Hughes : Robert G. Chambers
  - Médaille royale : Salvador Moncada, Eric Harold Mansfield, Sivaramakrishna Chandrasekhar (en)
  - Médaille Rumford : Andrew Keller
  - Médaille Sylvester : Peter Whittle

- Médailles de la Geological Society of London
  - Médaille Lyell : William Gilbert Chaloner
  - Médaille Murchison : Jörn Thiede (de)
  - Médaille Wollaston : William Jason Morgan

- Prix Armand-Frappier : Maurice L'Abbé
- Prix Jules-Janssen (astronomie) : Edith Alice Müller
- Prix Turing en informatique : Edward Feigenbaum et Raj Reddy
- Médaille Bruce (Astronomie) : Wallace Sargent
- Médaille linnéenne : Frank Eric Round (nl) et Sir Alec Jeffreys
- Médaille d'or du CNRS : Claude Allègre

## Décès

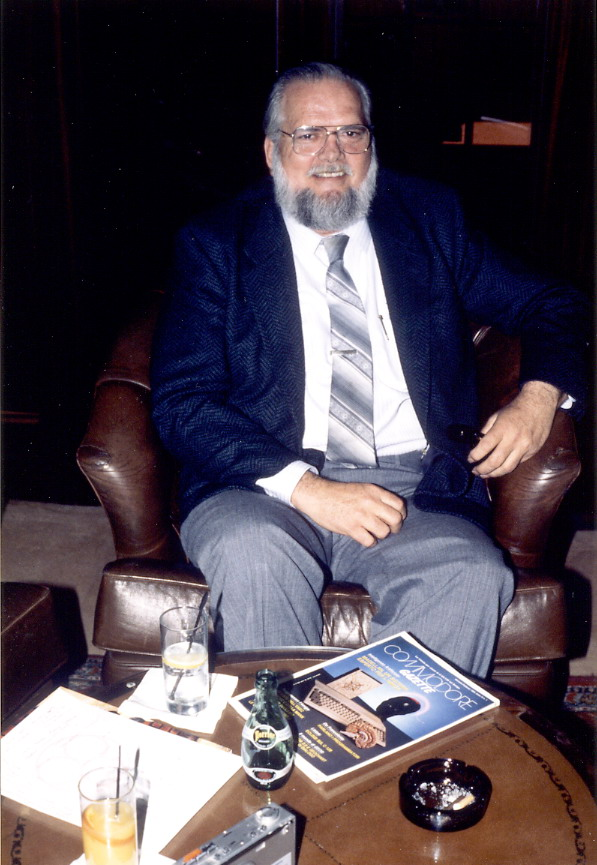
Jay Miner.

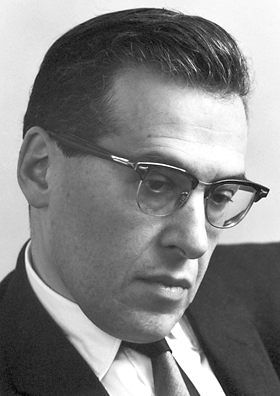
Julian Schwinger.

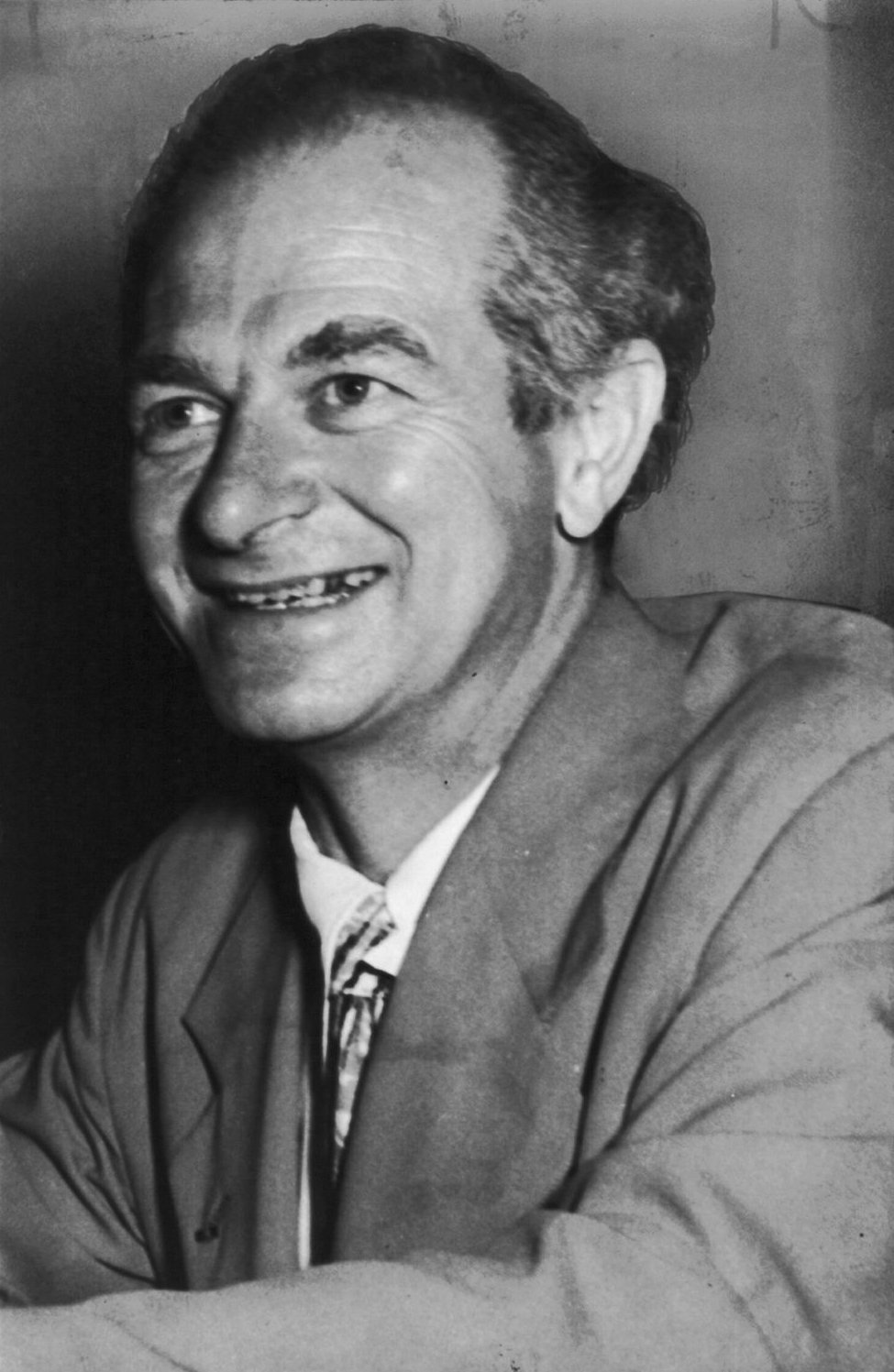
Linus Pauling.

- 12 janvier : John West Wells (né en 1907), paléontologue américain.
- 22 janvier : Louis-Vincent Thomas (né en 1922), ethnologue et anthropologue français.

- 2 février : Marija Gimbutas (née en 1921), archéologue et préhistorienne américaine d'origine lituanienne.
- 9 février : Howard Temin (né en 1934), biologiste moléculaire américain, prix Nobel de physiologie ou médecine en 1975.
- 12 février : Charles Critchfield (né en 1910), physicien et mathématicien américain.
- 28 février : Wiesław Wiśniewski (né en 1931), astronome polonais.

- 10 avril : Ita Gassel (né en 1926), ethnologue et écrivain belge.
- 14 avril : Cyrias Ouellet (né en 1906), chimiste québécois.
- 17 avril :
  - Gaston Charlot (né en 1904), chimiste français.
  - Roger Sperry (né en 1913), neurophysiologiste américain, prix Nobel de physiologie ou médecine en 1981.

- 12 mai : Roy Plunkett (né en 1910), chimiste américain, découvreur du téflon.
- 16 mai : Gerardo Reichel-Dolmatoff (né en 1912), anthropologue et ethnologue colombien d'origine autrichienne.
- 26 mai : Medhananda (né en 1908), philosophe et égyptologue allemand.

- 2 juin : William Wilson Morgan (né en 1906), astronome américain.
- 7 juin : Anatoli Dorodnitsyne (né en 1910), physicien, géophysicien et mathématicien russe.
- 12 juin : William Elgin Swinton (né en 1900), paléontologue et zoologue anglais.
- 20 juin : Jay Miner (né en 1932), concepteur américain de circuit intégré.

- 11 juillet : Gary Kildall (né en 1942), informaticien américain.
- 13 juillet : Olin Wilson (né en 1909), astronome américain.
- 16 juillet : Julian Schwinger (né en 1918), physicien américain, prix Nobel de physique 1965.
- 28 juillet : Colin Turnbull (né en 1924), anthropologue britannique naturalisé américain.
- 29 juillet : Dorothy Crowfoot Hodgkin (né en 1910), chimiste britannique, elle travailla sur la diffractométrie de rayons X, prix Nobel de chimie en 1964.

- 5 août : Solomon Kullback (né en 1907), mathématicien et cryptologue américain.
- 18 août :
  - Yeshayahou Leibowitz (né en 1903), chimiste, philosophe et écrivain israélien.
  - Richard Laurence Millington Synge (né en 1914), chimiste anglais.
- 19 août : Linus Pauling (né en 1901), physicien et chimiste américain, Prix Nobel de chimie en 1954.

- 2 septembre : Maurice Dufay (né en 1923), physicien français.
- 5 septembre : 
  - Kathleen Curtis (né en 1892), mycologue et botaniste Néo-Zélandaise.
- 12 septembre : Boris Iegorov (né en 1937), cosmonaute soviétique.
- 17 septembre : Karl Popper (né en 1902), philosophe des sciences autrichien.
- 30 septembre : André Lwoff (né en 1902), biologiste français, prix Nobel de physiologie ou médecine en 1965.

- 1er octobre : Paul Lorenzen (né en 1915), philosophe et mathématicien allemand.
- 2 octobre : Émile Meslé (né en 1919), ethnologue français.
- 3 octobre : Tim Asch (né en 1932), anthropologue américain.
- 10 octobre : Richard J. C. Atkinson (né en 1920), préhistorien et archéologue britannique.
- 19 octobre : Ray Birdwhistell (né en 1918), anthropologue américain.
- 30 octobre : Nicholas Georgescu-Roegen (né en 1906), mathématicien et économiste roumain.
- 21 novembre : Willem Jacob Luyten (né en 1899), astronome néerlando-américain.

- 12 décembre :
  - Stuart Roosa (né en 1933), astronaute américain.
- 25 décembre : Sándor Bökönyi (né en 1926), paléozoologue hongrois.